# Tour de Romandie 2011
65. edycja wyścigu kolarskiego Tour de Romandie odbył się od 26 kwietnia do 1 maja 2011 roku. Liczył sześć etapów, o łącznym dystansie 695 km. Wyścig zaliczany był do rankingu światowego UCI World Tour 2011.
Zwyciężył po raz drugi w tym wyścigu (poprzednio w 2006 roku) Australijczyk Cadel Evans z grupy BMC Racing Team. Drugi był Niemiec Tony Martin, a trzeci Kazach Aleksandr Winokurow.
W wyścigu wystartowali dwaj polscy zawodnicy: Sylwester Szmyd z Liquigas-Cannondale zajął 30. miejsce, natomiast Rafał Majka z Saxo Bank Sungard był 47.

## Uczestnicy
Na starcie wyścigu stanęło 20 ekip. Wśród nich znalazło się wszystkie osiemnaście ekip UCI World Tour 2011 oraz dwie inne zaproszone przez organizatorów.
Lista drużyn uczestniczących w wyścigu:
| Numery | Kod | Drużyna            |
| ------ | --- | ------------------ |
| 1-8    | LAM | Lampre ISD         |
| 11-18  | RSH | Team RadioShack    |
| 21-28  | THR | HTC – Highroad     |
| 31-38  | RAB | Rabobank           |
| 41-48  | GRM | Garmin-Cervelo     |
| 51-58  | LEO | Team Leopard-Trek  |
| 61-68  | BMC | BMC Racing Team    |
| 71-78  | SKY | Procycling Sky     |
| 81-88  | OLO | Omega Pharma-Lotto |
| 91-98  | MOV | Team Movistar      |

| Numery  | Kod | Drużyna                 |
| ------- | --- | ----------------------- |
| 101-108 | QST | Quick Step Cicling Team |
| 111-118 | SBS | Saxo Bank Sungard       |
| 121-128 | LIQ | Liquigas-Cannondale     |
| 131-138 | KAT | Team Katusha            |
| 141-148 | EUS | Euskaltel-Euskadi       |
| 151-158 | ALM | AG2R-La Mondiale        |
| 161-168 | VCD | Vacansoleil-DCM         |
| 171-178 | AST | Pro Team Astana         |
| 181-188 | EUC | Team Europcar           |
| 191-198 | GEO | Geox-TMC                |

## Etapy
| Etap   | Data        | Start – Meta            | km    | Typ | Zwycięzca etapu      | Lider                |
| ------ | ----------- | ----------------------- | ----- | --- | -------------------- | -------------------- |
| prolog | 26 kwietnia | Martigny                | 3,5   | ITT | Jónathan Castroviejo | Jónathan Castroviejo |
| 1.     | 27 kwietnia | Martigny – Leysin       | 171,5 |     | Pawieł Brutt         | Pawieł Brutt         |
| 2.     | 28 kwietnia | Romont – Romont         | 168,5 |     | Damiano Cunego       | Pawieł Brutt         |
| 3.     | 29 kwietnia | Thierrens – Neuchâtel   | 166,5 |     | Aleksandr Winokurow  | Pawieł Brutt         |
| 4.     | 30 kwietnia | Aubonne – Bougy-Villars | 20,5  | ITT | David Zabriskie      | Cadel Evans          |
| 5.     | 1 maja      | Champagne – Genewa      | 164,5 |     | Ben Swift            | Cadel Evans          |

## Liderzy klasyfikacji po etapach
| Etap                 | Zwycięzca            | Klasyfikacja generalna | Klasyfikacja sprinterska | Klasyfikacja górska  | Klasyfikacja młodzieżowa | Klasyfikacja drużynowa |
| -------------------- | -------------------- | ---------------------- | ------------------------ | -------------------- | ------------------------ | ---------------------- |
| P                    | Jónathan Castroviejo | Jónathan Castroviejo   | –                        | –                    | Jónathan Castroviejo     | HTC – Highroad         |
| 1                    | Pawieł Brutt         | Pawieł Brutt           | Pawieł Brutt             | Ołeksandr Kwaczuk    | Jack Bobridge            | Lampre-ISD             |
| 2                    | Damiano Cunego       | Pawieł Brutt           | Pawieł Brutt             | Ołeksandr Kwaczuk    | Peter Stetina            | Team Movistar          |
| 3                    | Aleksandr Winokurow  | Pawieł Brutt           | Dario Cioni              | Ołeksandr Kwaczuk    | Peter Stetina            | Team Movistar          |
| 4                    | David Zabriskie      | Cadel Evans            | Dario Cioni              | Ołeksandr Kwaczuk    | Andrew Talansky          | Garmin-Cervelo         |
| 5                    | Ben Swift            | Cadel Evans            | Matthias Brändle         | Chris Anker Sørensen | Andrew Talansky          | Garmin-Cervelo         |
| Klasyfikacja końcowa | Klasyfikacja końcowa | Cadel Evans            | Matthias Brändle         | Chris Anker Sørensen | Andrew Talansky          | Garmin-Cervelo         |

## Końcowa klasyfikacja generalna
| M-ce | Imię i nazwisko     | Kraj              | Drużyna         | Czas        |
| ---- | ------------------- | ----------------- | --------------- | ----------- |
| 1.   | Cadel Evans         | Australia         | BMC Racing Team | 16h 51' 49" |
| 2.   | Tony Martin         | Niemcy            | HTC – Highroad  | + 18"       |
| 3.   | Aleksandr Winokurow | Kazachstan        | Pro Team Astana | + 19"       |
| 4.   | Marco Pinotti       | Włochy            | HTC – Highroad  | + 31"       |
| 5.   | Beñat Intxausti     | Hiszpania         | Team Movistar   | + 41"       |
| 6.   | Pieter Weening      | Holandia          | Rabobank        | + 51"       |
| 7.   | Janez Brajkovič     | Słowenia          | Team RadioShack | + 52"       |
| 8.   | Pawieł Brutt        | Rosja             | Team Katusha    | + 58"       |
| 9.   | Andrew Talansky     | Stany Zjednoczone | Garmin-Cervelo  | + 59"       |
| 10.  | David Millar        | Wielka Brytania   | Garmin-Cervelo  | + 1' 00"    |